# Slovinský národní park

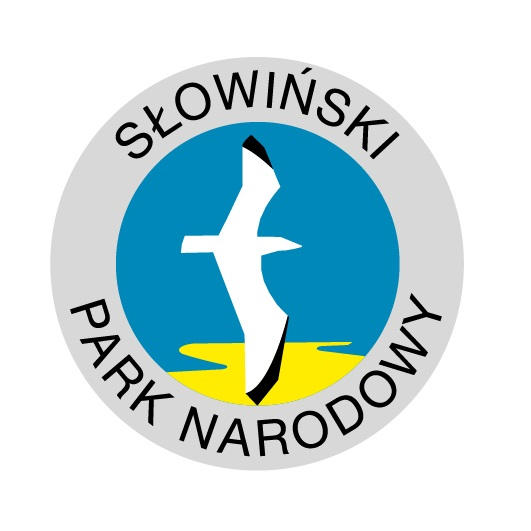
Písečné duny ve Slovinském národním parku

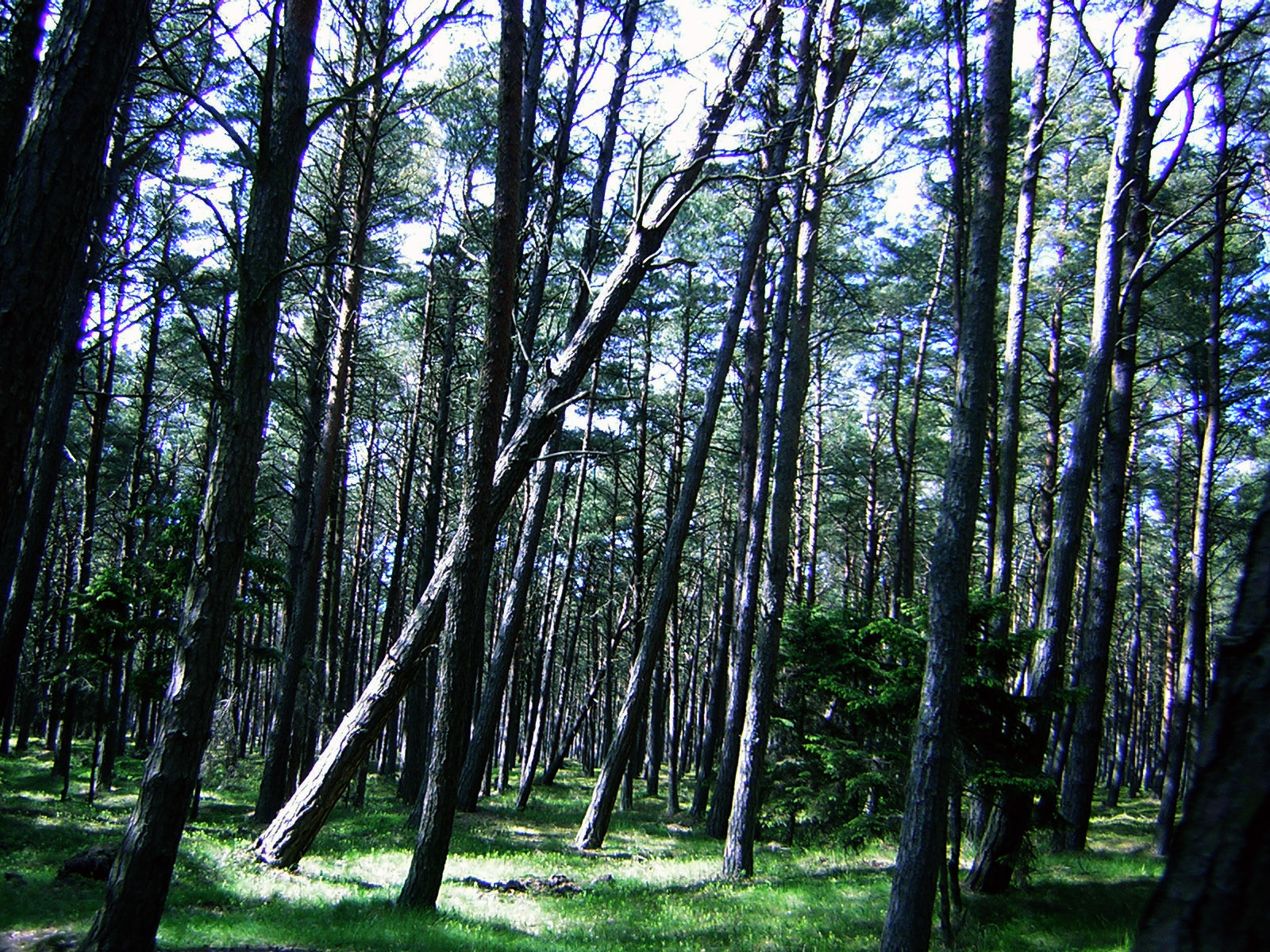
Les ve Slovinském národním parku

Slovinský národní park (polsky Słowiński Park Narodowy) je národní park v Polsku na pobřeží Baltu. Byl založen v roce 1967 rozhodnutím vlády ze dne 23. března 1966 (které vstoupilo v platnost dne 1. července 1967).
Slovinský národní park se nachází v centrální části polského pobřeží v správním celku Pomořské vojvodství. Jeho rozloha je 186 km². Zahrnuje Łebskou kosu, Gardeńsko-Łebskou nížinu, Morena czołowa s nejvyšším vrcholem Rowokół 115 m n. m. a řadou jezer: Łebsko (71,4 km²), Gardno (24,5 km²), jezero Jezioro Smołdzińskie (43 ha), Jezioro Dołgie Wielkie (156 ha) a jezero Dołgie Małe (6,3 ha). Mnoho přímořských jezer je pravidelně syceno mořskou vodou během silných bouří. Umožňuje tak růst řadě halofytů. Přes park protéká sedm řek, největší z nich je Łeba (vtéká do jezera Łebsko) a Łupawa (vtéká do jezera Gardno). V prostoru parku bylo vytvořeno 12 přísně chráněných přírodních rezervací.
V roce 1977 byl park zahrnut organizací UNESCO do sítě biosférických rezervací a od roku 1995 je uveden na seznamu chráněných území Ramsarské úmluvy o mokřadech majících mezinárodní význam.
Typickými krajinnými prvky parku jsou jezera, bažiny, louky, lesy a pobřežní bory (především na pásu dun), pohyblivé duny. Symbolem parku je racek.
Park je pomenován po Słowińcích (Pomořanských Slovincích), etnografické skupině Kašubů.

## Historie
Asi před šesti tisíci lety se na místě parku rozkládal záliv Baltského moře na březích morén – zbytcích po skandinávském ledovci, který se zcela rozpustil před 10 000 lety. V důsledku vlnobití Baltského moře a proudícími mořskými proudy přinášeného písku vznikla tenká písečná zátoka poloostrova oddělená od moře. Postupně se tak zvětšoval poloostrov oddělující zátoku od moře. Dnes je 35 km dlouhý a 1–15 km široký. Mělká jezera v důsledku nepřetržité dodávky vody a organické hmoty z řek byla sladkovodní, plná živin a postupně je začala porůstat vegetace. Proces usazování písku u moře, i když v mnohem menším měřítku, stále ještě probíhá a vytváří velké pohyblivé duny. Duny zasypaly některé osady – např. Boleniec nebo Rąbka.

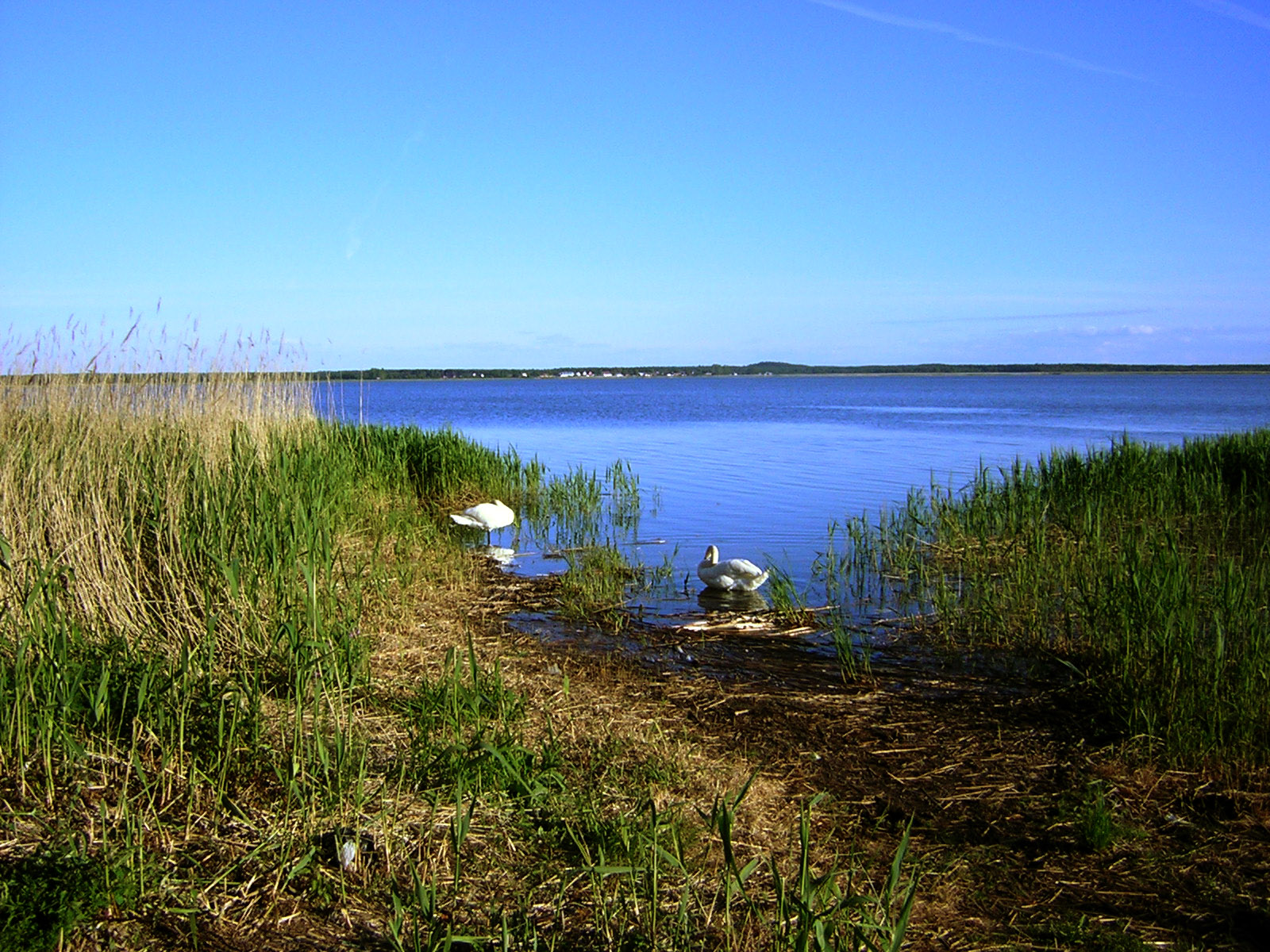
jezero Łebsko v národním parku.

## Flora
V parku najdeme různé biotopy. Písečné duny, rašeliniště, jezera a lesy (z nichž 80 % jsou borové). Můžete zde najít příklady přírodních procesů jako je sukcese stanoviště od pionýrských druhů rostlin, které se objevují na pobřežních plážích. Najdeme zde ostřice a odolné keře nebo lišejníky. Posledním krokem je rozšíření vegetace vyskytující se v písku a dunách na borový les, přecházející do porostů dubu a buku.
Celkem v parku je asi 920 druhů cévnatých rostlin, 165 druhů mechorostů, 500 druhů řas, 430 druhů hub, z toho 77 druhů je přísně a 15 částečně chráněno.
Lze zde najít druhy:
plavuňka zaplavovaná (Lycopodiella inundata) (L.) Holub, bělotrn (Eryngium maritimum), rosnatka okrouhlolistá (Drosera rotundifolia), rostliny patřící mezi vstavačovité, ostřice písčitá, tuřice plazivá (Carex arenaria), podezřeň královská (Osmunda regalis L.), zimozel severní (Linnaea borealis), šídlatka jelení (Isoëtes lacustris L.)
Z chráněných hub lze najít:
smrž, hadovka smrdutá (Phallus impudicus Linné 1753), kotrč kadeřavý (Sparassis crispa (Wulf.), pýchavka obrovská (Langermannia gigantea).

## Fauna
Ze všech zvířat v parku jsou nejvýznamnější ptáci. Bylo zde rozlišeno asi 260 druhů ptáků, z nichž polovina je vodních a bažinných druhů. V zájmu ochrany chovných míst na jezeře Łebsko a v přísné ochraně na jezeře Gardno byly vytvořeny tyto rezervace: Rezerwat przyrody Gackie i Żarnowskie Lęgi, Klukowe Lęgi, Gardnieńskie Lęgi a Ciemińskie Błota. Během jara a podzimu lety sem přilétají druhy ze severu, a některé zde přezimují. Na břehu jezera si staví hnízda labuť, racek, kachna divoká, lyska černá a rybák. Na bažinách žijí jespáci, bekasíny, kolihy, volavky a jeřábi. Naopak v lese lze nalézt například sovu, káňata, sýkorky nebo datla.
V parku žije také řada druhů hmyzu, především vzácných motýlů a brouků. Z obojživelníků lze narazit na ropuchy a žáby, zatímco z plazů lze zahlédnout ještěrky, slepýše (Anguis cephallonica) a zmiji.
Z větších savců zde lze vidět losy, jeleny, daňky a divočáky, z malých zvířat tady žije liška a hranostaj (Mustela erminea), psík mývalovitý, jezevec lesní, vydra, ondatra a bobr evropský.
Také se zde objevují čas od času tuleni a sviňuchy.

## Zajímavá místa v Slovinském národním parku

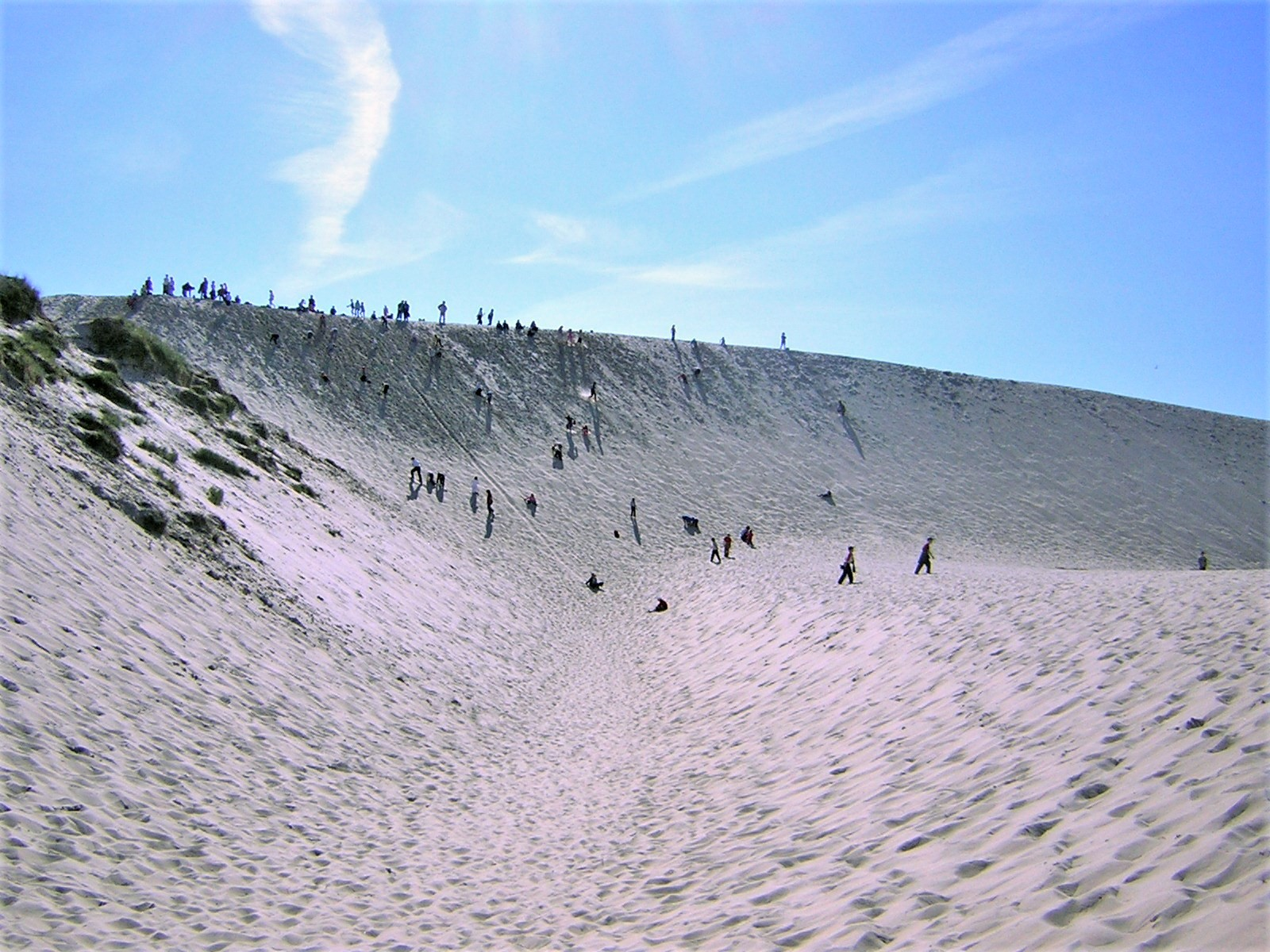
Łącka Góra, největší duna v Slovinském národním parku

- Nejvyšší pohyblivá duna je Łącką Górą  (40 m n. m.; rychlost posunu je od 3,5 do 10 m/rok). Je dlouhá přibližně 1300 m a 500 m široká[1]
- Muzeum Wsi Słowińskiej v Klukach (Pomořské vojvodství)
- Latarnia morska Czołpino – stará vesnice a přírodní stezka Latarnia
- Svatá hora Kaszubów – Rowokół s rozhlednou a přírodní stezka "Rowokół"
- Muzeum odpaliště raket v Rąbce (Muzeum Wyrzutni Rakiet w Rąbce) – Německý polygon z druhé světové války na Mierzeji Łebské v okolí Rąbki. Byly zde testovány raketové zbraně rakety Rheintochter, balistické rakety – Rheinbote. Zde bylo pracoviště Wernhera von Brauna
- Mierzeja Sarbska – přírodní rezervace v těsném sousedství města Leba, acidofilní vegetace, pohyblivé duny, borový les na dunách, čarovějník

- Specializované přírodní stezky: v Kluckém lese a v Obwodzie Ochronnym Żarnowska

V sousedství parku najdeme:
- Muzeum Przyrodnicze w Smołdzinie oraz Filie Muzeum w Rąbce i Rowach
- Gardna Wielka, Izbica, Smołdzino, Łeba, Rowy

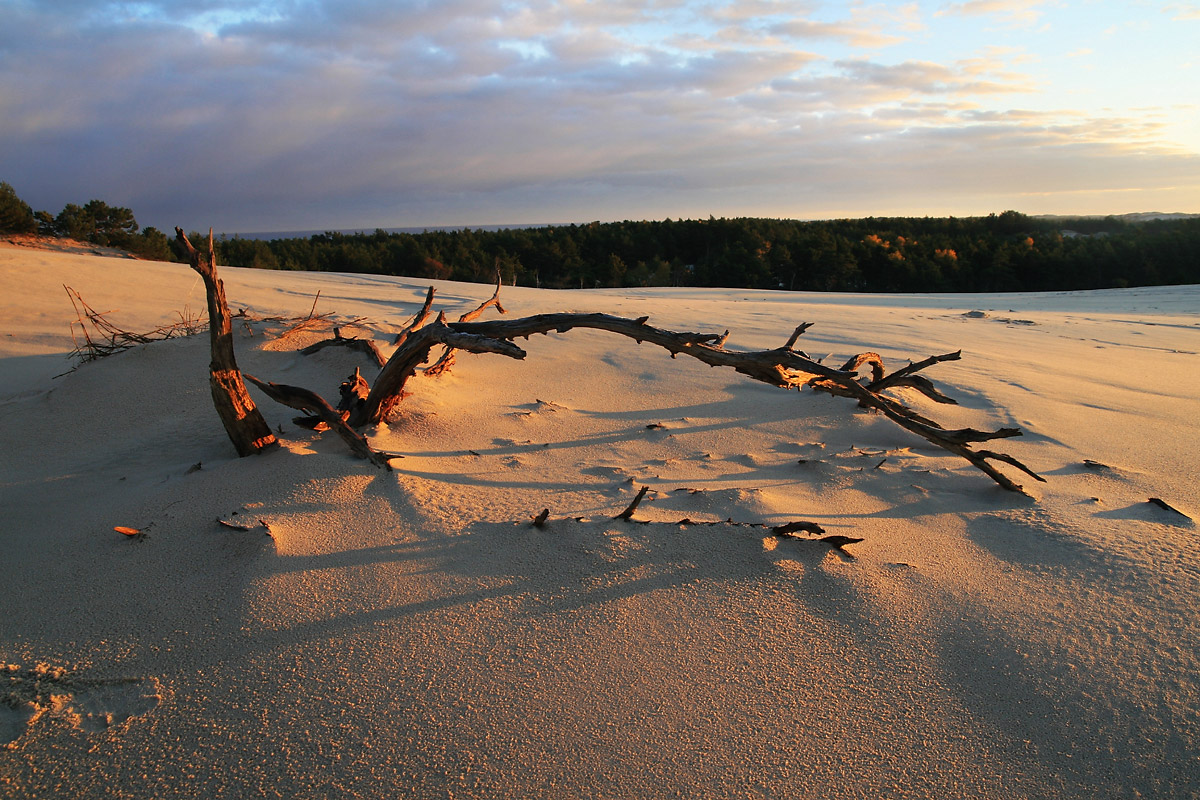
Slovinský národní park, východ slunce

## Rozdělení parku
Park je rozdělen na několik částí:
- Obwód Ochronny Rowy zabírá plochu o rozsahu 1888,3 ha. Vedou jím turistické stezky, cyklostezka a přírodovědná stezka pro amatérské ornitology. Jeho součástí, je okolí jezer Gardno a Dołgie. Turistické trasy vedou loukami, pastvinami a poldery. Najdeme zde přírodní rezervace (Rezerwat przyrody) Dołgie, Moczary, Mikołajki, Polder, Gardna, Re-towskie Bagna. Stezky zasahují do částí parku s přísnou ochranou „Mierzeja“ (Spit), „Dołgie Małe“ a „Gardnieńskie Lęgi“. Zvláštností parku jsou zbytky dubových porostů, staré několik tisíc let, jejich pozůstatky – větve a kmeny skryté dříve v písku pláží – lze objevit zvláště po bouřích. Pro turisty je atraktivní také extenzivní chov dobytka.[2] Vesnice Rowy ležící na západ od oblasti pohyblivých dun je významný turistický objekt (bývalá rybářská vesnice), nachází se mezi městy Łeba a Ustka. První zmínka o vesnici Rowy pochází z roku 1282 a archeologické nálezy ukazují, že obec byla osídlena již v prehistorii.

- Obwód Ochronny Smołdziński Las se rozkládá na ploše 1753,34 hektarů. Okruh je rozdělen na tři části Sowie Góry, Czołpińskie Łęgi a Czołpino. Najdeme zde lokalitu Wydmą Czołpińską – nejdelší úsek pásu pohyblivých písečných dun, modrá turistická trasa vede k majáku v Czołpinu, kde můžeme pozorovat biotop písečných dun, historické budovy a bývalé raketové jednotky. Nachází se zde rovněž jedinečná přírodní památka Bukowe Góry – borový les zarůstající duny, jde o výsledek sukcese zpět k dubo-bukovým lesům, které kdysi pokrývaly celou oblast.[2]

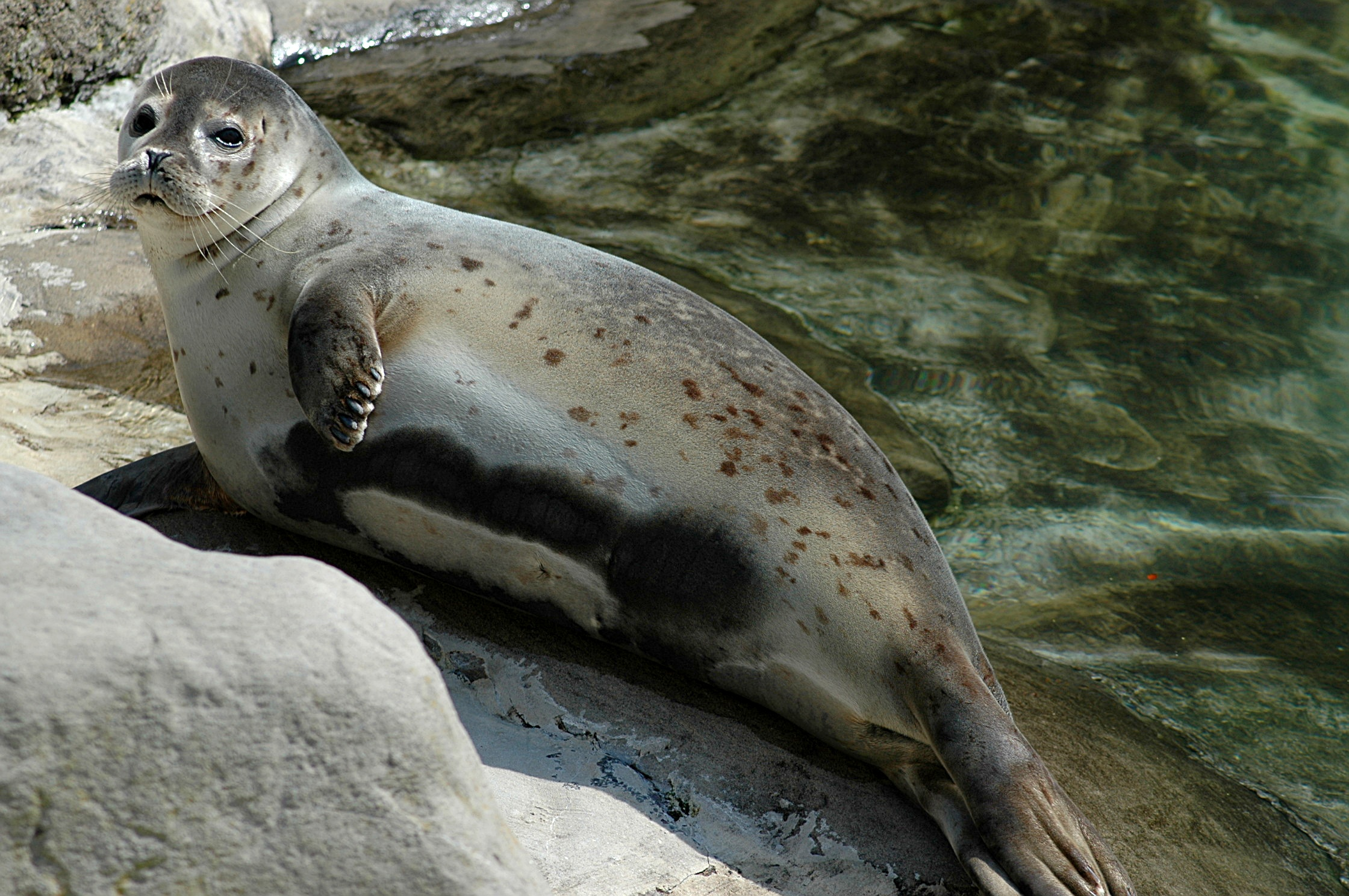
tuleň obecný (Phoca vitulina)

- Obwód Ochronny Rąbka leží na ploše 1406,36 ha. Je rozdělen do tří částí: Łeba, Białe Góry a Boleniec. Zde se nachází největší přírodní památky v parku mezi nimiž vyniká nejširší pole pohyblivých dun v Evropě (přes 500 ha) a nejvyšší duna v pohybu – více než 30 m nad mořem. Převážná část plochy je v režimu přísné ochrany.

- Obwód Ochronny Żarnowska se rozkládá na ploše 1946,6 hektarů. Je rozdělen do šesti oblastí: Żarnowskie Łęgi, Bolesławiec, Babi Dol, Wielkie Bagno, Gackie a Izbickie Łęgi. V prostoru Żarnowska se nachází i přírodní památky v režimu přísné ochrany „Olszyna“, „Bory Torfowe“ a „Bielice“. Návštěva je možná za účelem vzdělávání studentů s přírodovědnou specializací. Cesta od řeky Łeba k jezeru Łebsko je nejdelší cesta vedoucí na dřevěném mostě v parku. Je určena k pozorování rostlin u jezera, stejně jako pozorování četných druhů vodního ptactva. Přírodní zvláštností je obrovský rozsah rašelinišť. Żarnowska je atraktivním místem podzimního odpočinku pro mnohatisícová hejna jeřábů.[2] „Żarnowskie Łęgi“ jsou především útočištěm ptáků.

Osada Żarnowska byla založena na konci osmnáctého století. Obec se nachází na okraji krajinné rezervace „Żarnowska“. Západně od obce se nachází rostlinná rezervace „Bielice Gackie“. Byl postaven nový most přes jezero s výhledem na pohyblivé duny a přístav.

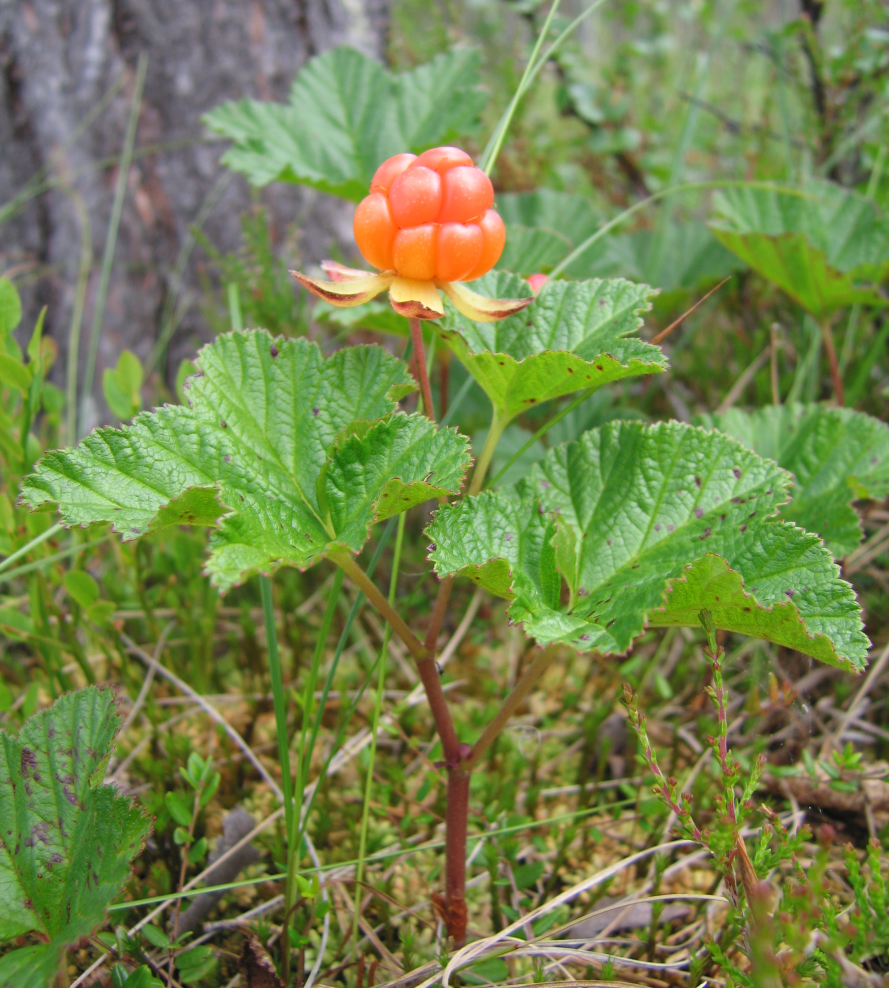
ostružník moruška (Rubus chamaemorus)

- Obwód Ochronny Kluki je rozložen na ploše 2051,81 hektarů. Je rozdělován na tři části: Ciemińskie Błota, Wilki, Jelenie i Krasne Łączki. Vzdělávací trasy procházejí oblastí přísné ochrany oblasti „Klukowe Buki“ s reliktními porosty buku a dubu. Vyskytuje se zde největší populace rostliny ostružník moruška (Rubus chamaemorus) v Polsku, reliktního druhu, pozůstatku po zalednění z poslední doby ledové. V ČR se vyskytuje v Krkonoších. Vesnice Kluki je skanzen založený na připomínku osídlení pomořanskými Slovinci.[2]

- Obwód Ochronny Smołdzino zabírá plochu 1774,53 hektarů. Zahrnuje tři části: Karłowo, Żelazo a Rowokół. V části Rowokół zde vedou přírodovědné stezky podél zajímavých rostlinných uskupení a je možné pozorovat z krátké vzdálenosti bobry. Rozhledna na vrcholu hory Rowokół je hlavní turistickou atrakcí. K tomuto místu se váže mnoho zajímavých lidových tradic a legend.[2]

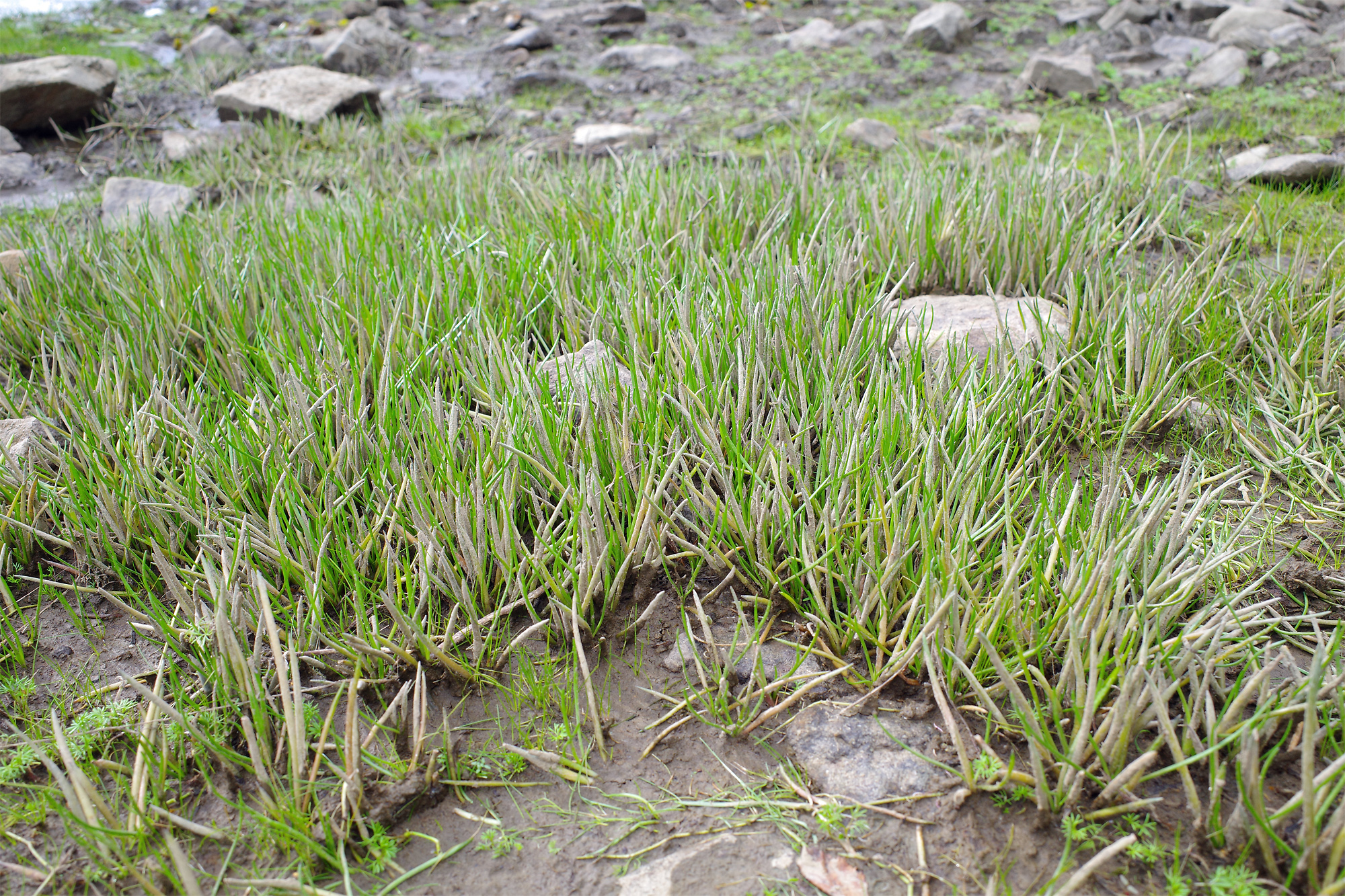
pobřežnice jednokvětá (Littorella uniflora)

- Obwód Ochronny Gardno zahrnuje tři jezera: Gardno, Dołgie Duże a Dołgie Małe.

Jezero Gardno je eutrofní jezero, o průměrné hloubce 1,3 m (maximální hloubka je 2,6 m). Jedná se tedy o kryptodepresi, protože leží v nadmořské výšce 0,3 m. Má rozlohu 2469 ha. Je dlouhé 6,8 km a široké 4,7 km. Gardno je pobřežní jezero v Pomořském vojvodství na Słowińském pobřeží (Wybrzeże Słowińske). Je odděleno od Baltského pobřeží pásem o šíři 0,8–2 km. Jezero je napájeno převážně vodou z řeky Łupawa, ale ústí sem i řeky Bagiennica, Grabownica, Brodniczka a Brodna. Voda v jezeře Gardno je smíšená, vlivem prosakování mořské vody na dně. Umožňuje existenci živých organismů charakteristických pro sladké i slané vody. Ve středu jezera se nachází kamenný ostrov. Je přísně chráněným stanovištěm mnoha rostlin a zvířat. Ochrana jezera je významná, protože se nachází na trase migrace ryb.
Jezero Dołgie Wielkie je eutrofní nádrž. Průměrná hloubka jezera je 1,4 m, maximální hloubka je 2,9 m. V tomto jezeru se vyskytuje pobřežnice jednokvětá (Littorella uniflora) zapsaná v Červené knize rostlin v Polsku.
Jezero Dołgie Małe je nejmenší jezero nacházející se na území parku. Je v režimu s přísnou ochranu. Jezero má hloubku pouze 0,7 m (maximální hloubka je 1,7 m).

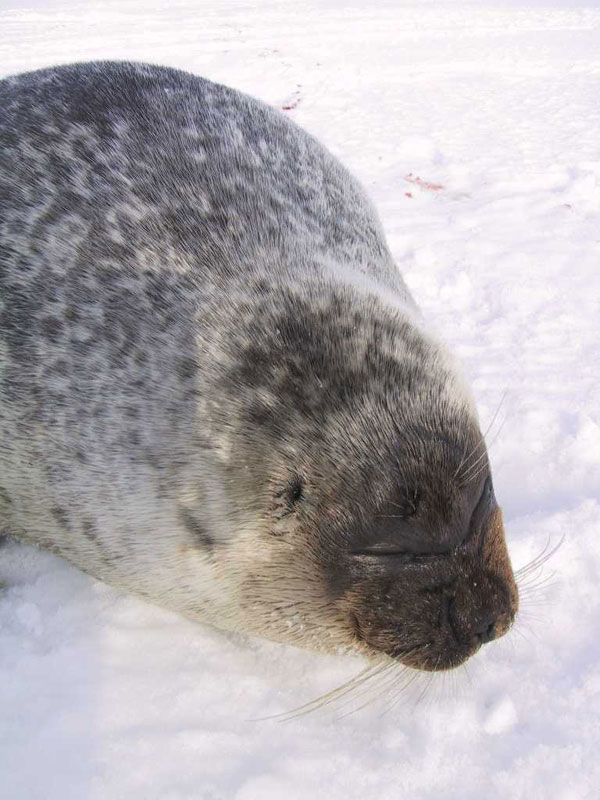
tuleň kroužkovaný (Phoca hispida)

- Obwód Ochronny Łebsko zahrnuje jezero Łebsko a jeho přítoky a vytékající řeku Łeba. Západní a jihozápadní zálivy jsou obklopeny rašeliništi a bažinami, východní a jihovýchodní zálivy jsou naplněny kaly a říčními písky. Jezero Łebsko je největší vodní areál parku, je třetím největším jezerem v Polsku. Vody jezera mají eutrofní charakter. Břeh jezera lemuje rákosí, které brání přístupu k vodě a současně představuje útočiště pro řadu druhů ptáků. Přes jezero vedou migrační trasy lososů, úhoře a dalších ryb. Nachází zde útočiště i placka skvrnitá (Alosa fallax), ryba zapsaná v Červené knize ohrožených druhů, ohrožená vyhynutím.[2]

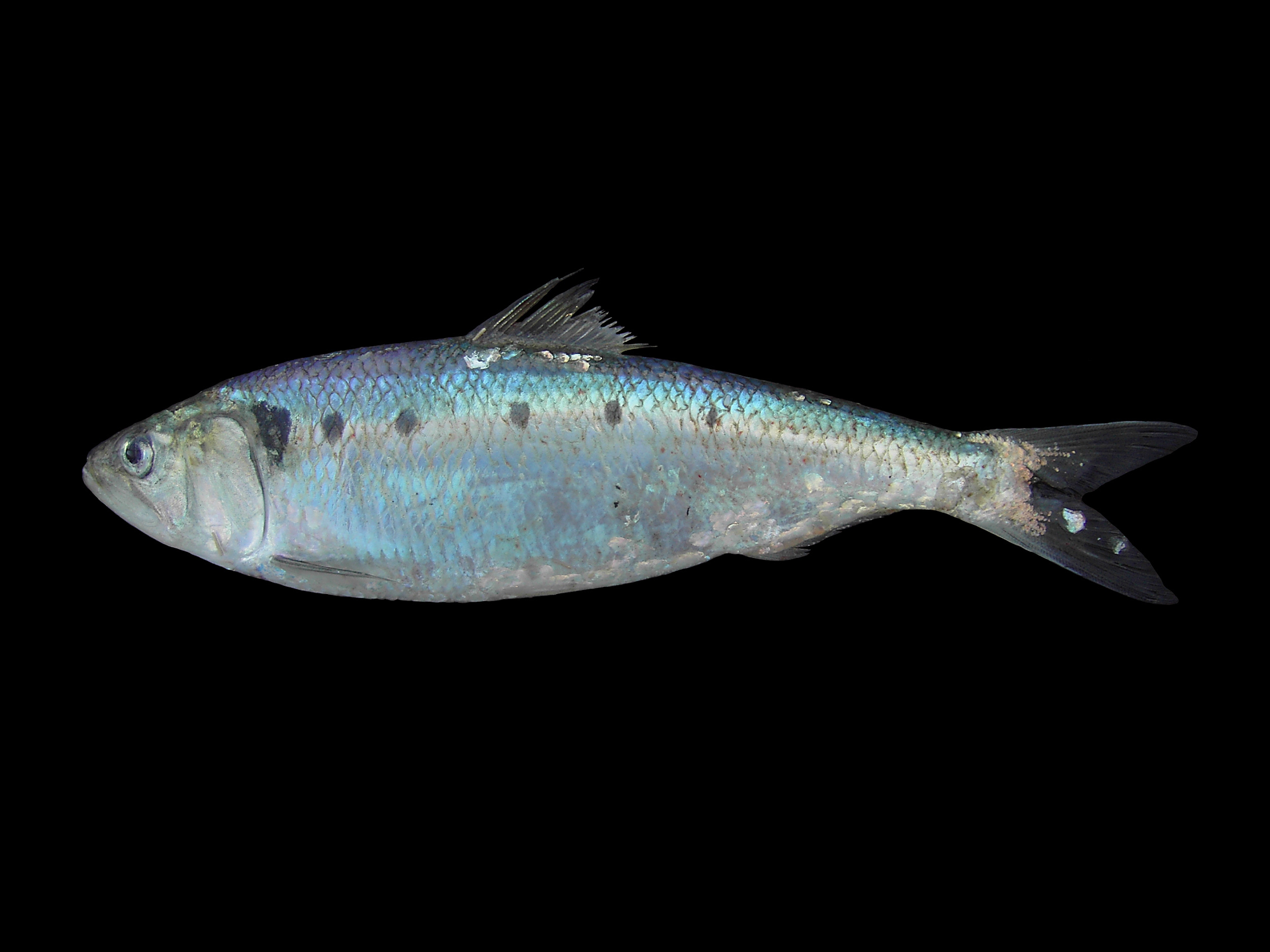
Placka skvrnitá (Alosa fallax)

- Obwód Ochronny Bałtyk obsahuje část Baltského moře a pobřeží, začleněné do vnitrozemské části parku. Je to pás moře mezi Łebou a Rowy s šířkou 2 námořní míle daleko do moře. Délka pobřeží je 33 km. Vody v oblasti může být označena jako málo eutrofizovaná. Najdeme zde červené řasy, které jsou unikátní pro polské pobřežní oblasti. (Furcellaria lumbricalis, Polysiphonia fucoides a Rhodomela confervoides). Vyskytuje se zde slávka jedlá (Mytilus edulis trossulus), korýši z rodu Gammaridae, Crangonidae a Idotheidae, z ryb tresky Gadus morhua, platýs bradavičnatý (Platichtys flesus), platýs Platesa platesa, šproty Spratus spratus, sledi Clupea harengus, pakambaly Scopthalmus maximus, hranáč šedý Cyclopterus lumpus a mnoho dalších. Stěhovavé druhy ryb jsou zastoupeny například lososy (Salmo salar), úhoři říčními (Anguilla anguilla). Pobřežní oblasti navštěvují mořští savci, jako tuleň kuželozubý (Halichoerus grypus), tuleň kroužkovaný (Phoca hispida) a tuleň obecný (Phoca vitulina) a kytovci – sviňucha obecná (Phocoena phocoena). Tuleni a sviňuchy žijící v Baltském moři jsou zapsány v Červené knize zvířat, jako zvířata ohrožená vyhynutím.[2]

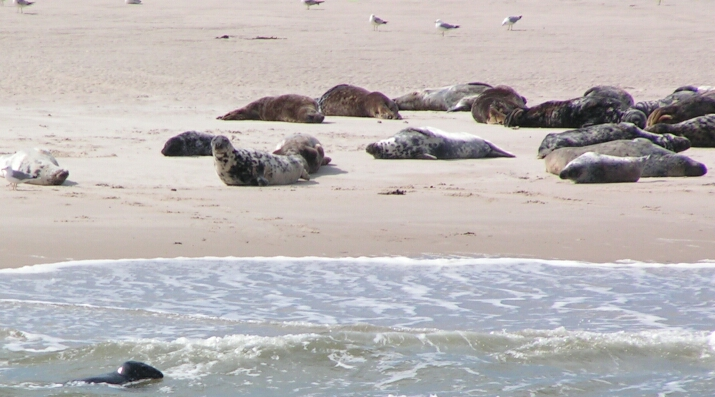
tuleň kuželozubý (Halichoerus grypus)

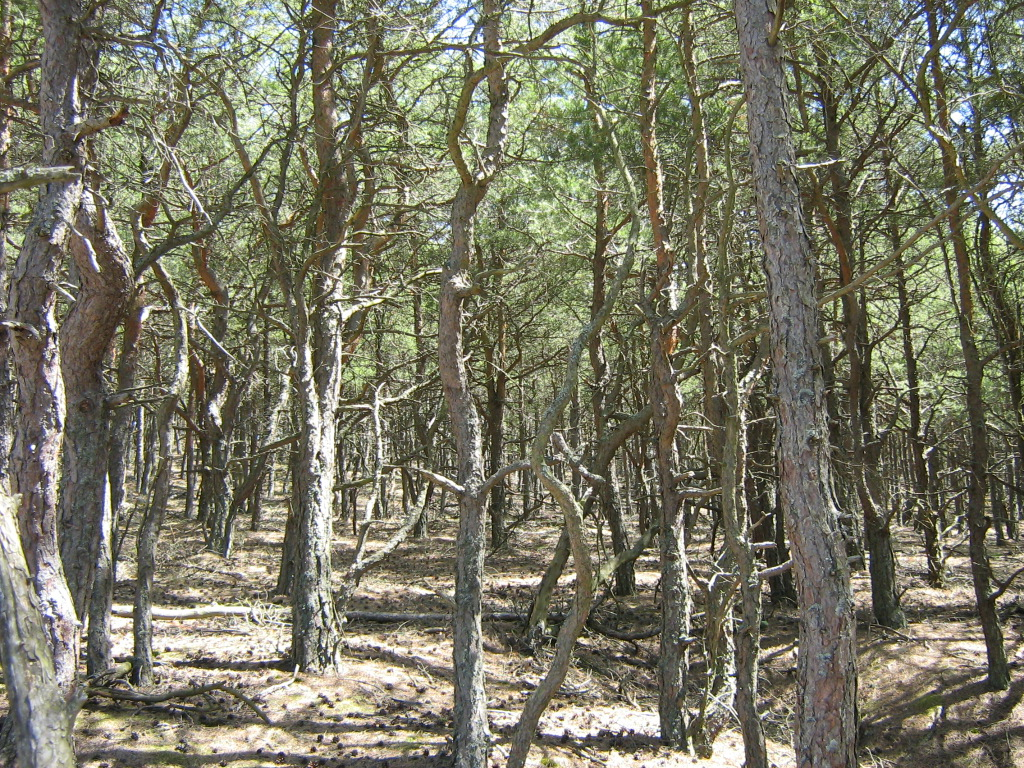
borový les na písečných dunách (společenstvo Empetro-Pinetum cladonietosum)
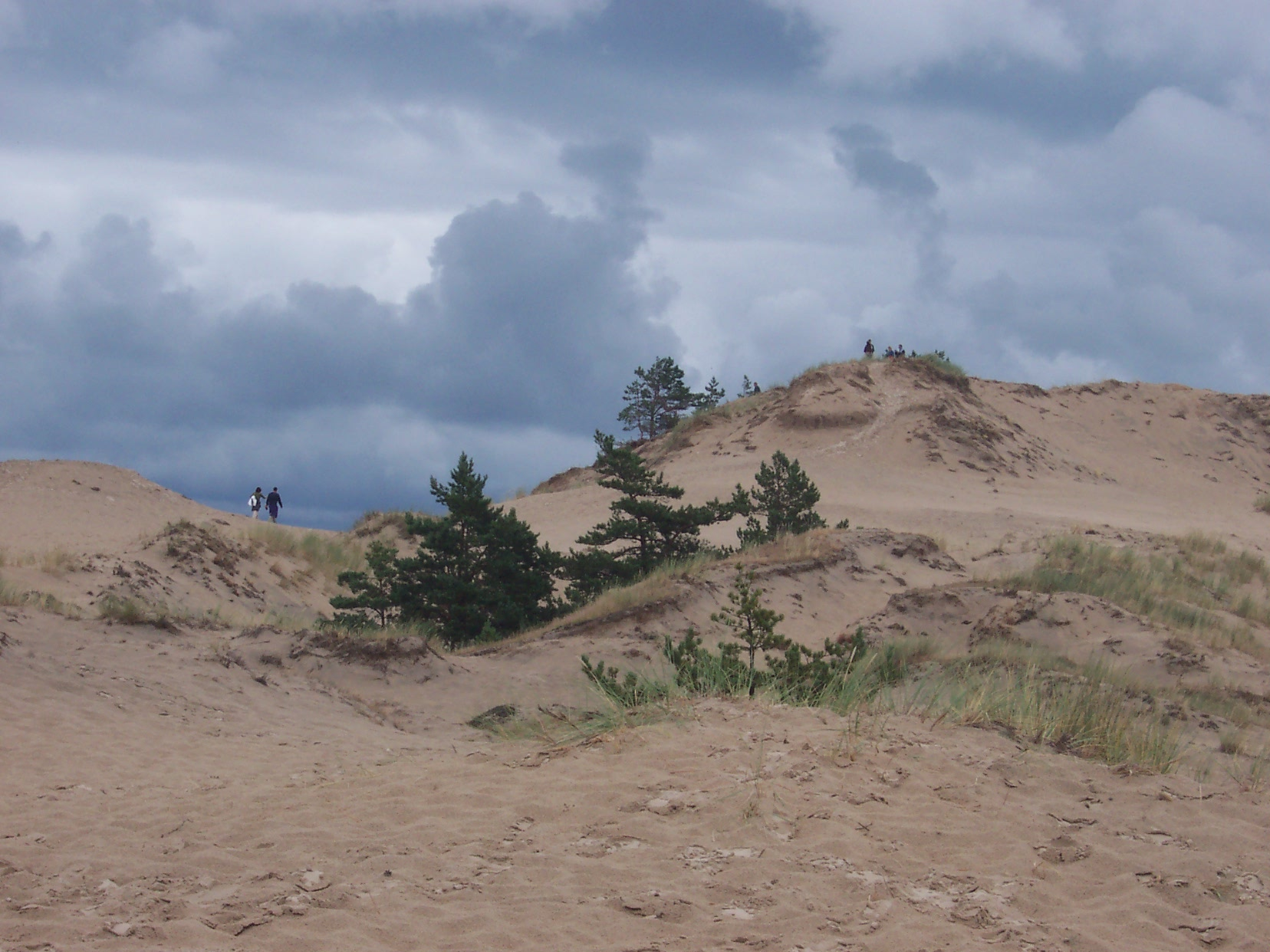
duny